# Sisters Beach
Sisters Beach – miasto w Australii, w północnej części Tasmanii.